# Niklas Heinzinger
Niklas Heinzinger (* 9. Januar 2000 in Bad Tölz) ist ein deutscher Eishockeyspieler, der seit Juni 2023 bei den Bietigheim Steelers aus der Eishockey-Oberliga unter Vertrag steht und dort auf der Position des Verteidigers spielt. Zuvor war Heinzinger unter anderem zwei Spielzeiten für die Düsseldorfer EG in der Deutschen Eishockey Liga (DEL) aktiv.

## Karriere
Heinzinger durchlief die Nachwuchsabteilung des EC Bad Tölz aus seiner Geburtsstadt. Nachdem er es dort bis in die U19-Mannschaft, die am Spielbetrieb der Deutschen Nachwuchsliga (DNL) geschafft hatte, debütierte er im Verlauf der Saison 2017/18 in der Profimannschaft der Bad Tölzer in der DEL2. Bereits in der folgenden Spielzeit etablierte sich der 18-Jährige im Profikader und bestritt insgesamt 53 Partien in dieser Saison.
Nach zwei weiteren Spieljahren als Stammspieler beim EC Bad Tölz in der DEL2 unterzeichnete Heinzinger im Juni 2021 einen Vertrag bei der Düsseldorfer EG aus der Deutschen Eishockey Liga (DEL). Dort erhielt er auf Anhieb einen Stammplatz. Am 9. Januar 2022 – seinem 22. Geburtstag – erzielte er im Spiel gegen die Straubing Tigers sein erstes DEL-Tor. In der Spielzeit 2022/23 absolvierte er neben seinen Einsätzen für die DEG auf Leihbasis neun Partien für den DEL2-Klub Krefeld Pinguine. Anschließend verließ er die DEG und wechselte zum DEL-Absteiger Bietigheim Steelers in die DEL2. Mit den Steelers stieg der Verteidiger am Ende der Spielzeit 2023/24 in die Oberliga ab. Ein Jahr später feierte Heinzinger durch den Gewinn der Oberliga-Meisterschaft die sofortige Rückkehr in die zweithöchste Spielklasse.

### International
Heinzinger nahm mit der deutschen U20-Nationalmannschaft an der U20-Junioren-Weltmeisterschaft der Division IA 2019, bei der das Nationalteam den Aufstieg in die Top-Division schaffte, und an der U20-Junioren-Weltmeisterschaft 2020 teil.

## Erfolge und Auszeichnungen
- 2025 Oberliga-Meister und Aufstieg in die DEL2 mit den Bietigheim Steelers

## Karrierestatistik
Stand: Ende der Saison 2024/25

### International
Vertrat Deutschland bei:
- U20-Junioren-Weltmeisterschaft der Division IA 2019
- U20-Junioren-Weltmeisterschaft 2020

(Legende zur Spielerstatistik: Sp oder GP = absolvierte Spiele; T oder G = erzielte Tore; V oder A = erzielte Assists; Pkt oder Pts = erzielte Scorerpunkte; SM oder PIM = erhaltene Strafminuten; +/− = Plus/Minus-Bilanz; PP = erzielte Überzahltore; SH = erzielte Unterzahltore; GW = erzielte Siegtore; 1 Play-downs/Relegation; Kursiv: Statistik nicht vollständig)